# 醋哌隆
醋哌隆（INN：aceperone）是丁酰苯类的精神安定药。它是杨森制药于1960年代开发的一种α-去甲肾上腺素阻断药物。
醋哌隆已被用作学习生化基础研究的工具。尽管醋哌隆本身不会阻碍学习，但在低于影响一般行为的剂量下，它会阻碍动物的一种注意力机制，该机制在学习视觉判别任务时帮助动物“调谐”到相关的视觉维度。